# Самарджич, Радослав
Радослав Самарджич (серб. Радослав Самарџић; 17 октября 1970, Каравуково) — сербский футболист, нападающий. Племянник футболиста сборной Югославии — Спасое Самарджича.

## Карьера
Самарджич начал свою профессиональную карьеру в «Войводине». После пяти успешных сезонов в сербской команде, в течение которых Радослав сыграл 115 матча и забил 44 гола, он перешёл в голландский «Волендам». В 1997 году нападающий перешёл в «Херенвен», где смог заявить о себе, как о высококлассном игроке. В 1999 году за 1,5 млн гульденов Радослав перешёл в «Фейеноорд». Но Самарджич не смог закрепиться в основном составе клуба и за сезон сыграл только 14 матчей, отметившись при этом одним забитым мячом. В следующем сезоне игрок был сдан в аренду «Валвейку». В 2003 году Радослав вернулся в «Херенвен», но и там он не смог продемонстрировать добротную игру, проведя за сезон всего 5 матчей.
Провёл один матч за сборную Югославии: 4 февраля 1995 года против молодёжной сборной Южной Кореи, который завершился со счётом 1:0 в пользу югославов.